# Renato Novelli
Renato Novelli (Ghezzano, 26 dicembre 1904 – ...) è stato un calciatore italiano, di ruolo attaccante.

## Carriera
Con il Pisa disputa 21 partite nell'arco di tre stagioni in massima serie a partire dal campionato di Prima Divisione 1923-1924.